# جو هیون می
جو هیون می (انگلیسی: Joo Hyun-mi; ۲۷ سپتامبر ۱۹۶۱) خواننده اهل کره جنوبی است. وی از سال ۱۹۸۴ میلادی تاکنون مشغول فعالیت بوده است.